# ダマスカスのアポロドーロス

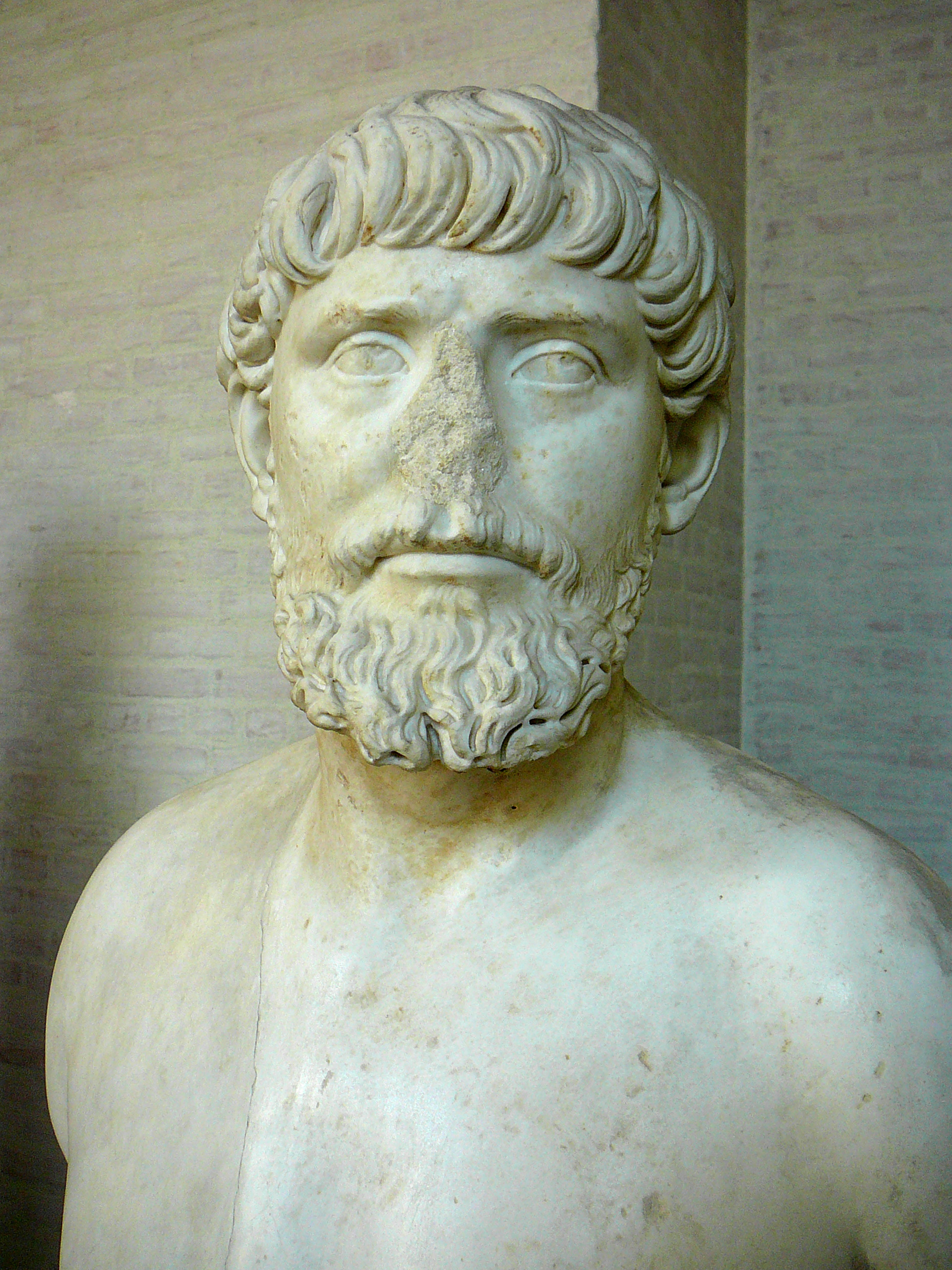
ダマスカスのアポロドーロス

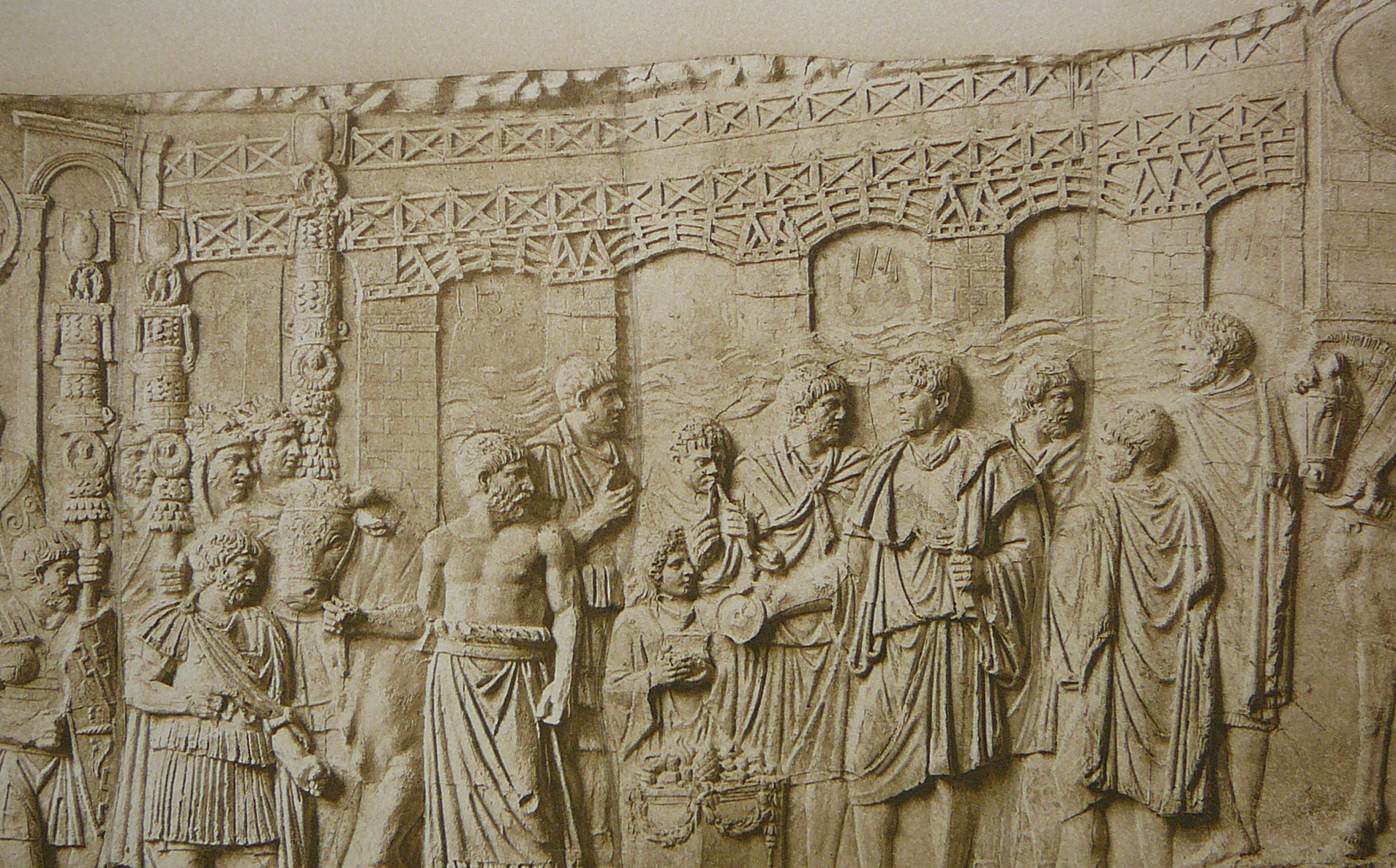
アポロドーロスが設計したトラヤヌス橋。生贄を捧げている皇帝の後ろにアポロドーロスが描かれている。

ダマスカスのアポロドーロス（英: Apollodorus of Damascus）はシリア属州ダマスカス出身で、紀元2世紀に活動したギリシャ人技師、建築家、設計士、彫刻家である。トラヤヌスに気に入られ、105年から106年の第2次ダキア戦争のとき、ドナウ川に架けるトラヤヌス橋の建設を指揮した。ローマ市内ではトライアヌスのフォルムやトラヤヌスの記念柱を初めとして、他にもいくつかの建設を行っている。またベネヴェントとアンコーナのトラヤヌスの凱旋門も設計した。現在のパンテオンはハドリアヌスが再建させたものだが、このときの建築家もアポロドーロスとされている。また、スペインの Alconétar Bridge の建設も行ったとされている。また、ドミティアヌスがカンプス・マルティウスに建設開始させた劇場(en)を106年に再建または完成させた。
フォルムの中心に位置するトラヤヌスの記念柱は、この種の戦勝記念碑としては最初のものである。アポロドーロスはハドリアヌス帝の建築家および芸術家としての技量をけなしたことから追放され、架空の犯罪で告発され、亡くなったとされている (Dio Cassius lxix. 4)。また、ハドリアヌスに献呈した論文 Πολιορκητικά （Siege Engines、攻城兵器）を書いた。
アポロドーロスの死にまつわる逸話は、ハドリアヌス帝への元老院における敵意がその治世からずいぶん後の時代でも続いていたことを示しており、カッシウス・ディオは自身が書いたことを信じていたと思われる。ディオの記述した逸話は額面通りに受け取られてきたが、つじつまが合わない部分も多々あり、学者や歴史家はこの逸話を史実ではないとしている。